# 1936年ベルリンオリンピックのオーストラリア選手団
1936年ベルリンオリンピックのオーストラリア選手団（1936ねんベルリンオリンピックのオーストラリアせんしゅだん）は、1936年8月1日から8月16日にかけてドイツの首都ベルリンで開催された1936年ベルリンオリンピックのオーストラリア選手団、およびその競技結果。

## 概要
今大会は銅メダル1個の合計1個のメダルを獲得した。

## メダル
| メダル | 選手名               | 競技 | 種目       |
| ------ | -------------------- | ---- | ---------- |
| 銅     | ジャック・メトカーフ | 陸上 | 男子三段跳 |